# Przedmieście Kolskie
Przedmieście Kolskie – zabytkowy rejon w Koninie na południowym brzegu doliny Warty, przy dawnym, przechodzącym przez groblę trakcie do Kalisza. Zwane także Przedmieściem Świętego Ducha od znajdującego się tutaj dawnego kościoła szpitalnego. Liczne odnogi rzeczne występujące w tej części miasta zasypano dopiero po I wojnie światowej.
Znajdują się tu m. in: barokowy kościół św. Marii Magdaleny wzniesiony w 1727 roku, posiadający m.in. rzeźbę Pietę Chrystusa Frasobliwego z 1430 r. i figurę Madonny z Dzieciątkiem z 1490 r., klasztor Reformatów, wybudowany w 1733 r., kościół luterański ukończony w połowie XIX w. w stylu neogotyckim, klasycystyczny zajazd „Pod Jelonkiem” z końca XVIII w., Szkoła Podstawowa nr 1 im. Zofii Urbanowskiej, oraz zabytkowy  cmentarz parafialny z pierwszej połowy XIX w.